# 봄 (마네)
《봄》(프랑스어: Le Printemps, 영어: Spring)은 에두아르 마네가 1881년에 그린 유화이다. 이 작품은 1882년 파리 살롱에서 처음 선보였으며 마네의 살롱 작품 중 가장 위대하고 대중적으로 성공한 마지막 작품으로 여겨졌다. 이 작품은 무성한 잎사귀와 푸른 하늘을 배경으로 꽃 무늬 드레스를 입고 파라솔과 보닛을 두른 파리의 여배우 잔 드마르시(Jeanne DeMarsy)를 봄의 화신으로 묘사했다.  또한 이 작품은 컬러로 공개된 최초의 예술 작품이 되었다.

## 개요
《봄》은 세련된 파리 여성을 모델로 하여 사계절을 묘사하기 위해 기획한 4연작 중 첫 번째 작품이었다. 이러한 아이디어는 마네의 친구이자 언론인이었던 앙토냉 프루스트에게서 나왔는데, 그는 여성, 패션, 아름다움에 대한 현대적 이상을 의인화한 계절 시리즈를 그릴 것을 제안했다. 그러나 이 시리즈는 결국 완성되지 못했으며 마네는 시리즈의 두 번째 작품인 《가을》까지만 완성하고 그 후 1년 만에 사망했다.

## 경매
2014년 11월, J. 폴 게티 미술관은 이 그림에 6,500만 달러 이상을 지불하였으며, 2010년 《팔레트를 든 자화상》에 지불된 마네의 이전 기록인 3,320만 달러를 넘어섰다.